# Pacta conventa (Хрватска)
Pacta conventа лат.( изговор: пакта конвента). Израз настао од лат. pactio (уговор, нагодба; услов), лат. conventio(договор, погодба, уговор) и лат. Crotatia (Хрватска, Корација) . Закључени споразум, склопљени уговор између мађарских и хрватских феудалаца.

## Поријекло израза
Није познато ко је и када је први употријебио овај израз.

## Значење
Закључени обавезујући споразум између двије државе се назива лат. Pacta conventa .

## Тумачење
Pacta conventа (Croatia) је назив споразума о персоналној унији склопљеног између угарског краља Коломанa и хрватског племства 1102. године којим је Хрватска изгубила државну самосталност.

## Историографија о аутентичности споразума
У историографију Pacta conventa је ушла кроз дело историчара Лучића. Сумња у аутентичност Pacta conventa први пут је изречена 1844. године од стране мађарског историчара Иштвана Хорвата. Он је покушао доказати да су Угари освојили Хрватску оружаним путем. Самим тим, Pacta conventa би била фалсификат. Полемика о веродостојности Pacta conventa тада је била важна због хрватско-мађарских сукоба око положаја Хрвата у Аустријском царству (Угарској). Настављена је по завршетку Првог светског рата. Многи аустријски, хрватски и мађарски историчари учествовали су у полемици. Pacta conventa по мишљењу неких хрватских историчара није самостално дело већ белешка Томе Архиђакона или других извора. Фердо Шишић и Милан Шуфлај најпознатији су заговорници оваквог решења. Полемика добија и политичку позадину након стварања Краљевине Срба, Хрвата и Словенаца. Нада Клаић је побијала аутентичност Pacta conventa позивајући се на Шуфлаја. Други научници бранили су аутентичност Pacta conventa на основу палеографских истраживања. Модерна наука сматра Pacta conventa фалсификатом. То, међутим, не значи да са Коломаном није закључен никакав споразум којим би се могла објаснити специфичност хрватског народа унутар Угарске у позном средњем веку.